# Historis acheronta
Espèce
Historis acheronta, est une espèce de lépidoptères de la famille des Nymphalidae, de la sous-famille des Nymphalinae, de la tribu des Coeini et du genre Historis.

## Dénomination
Historis acheronta a été décrit par l'entomologiste danois Johan Christian Fabricius en 1775 sous le nom initial de Papilio acheronta.

### Synonymie
- Papilio acheronta (Fabricius, 1775)[2] protonyme

### Noms vernaculaires
Il se nomme Dashwing ou Tailed Cecropian en anglais,.

### Sous-espèces
- Historis acheronta acheronta présent au Brésil, Guyane et au Surinam

Synonmie pour cette sous-espèce
Papilio pherecydes (Stoll, 1780) 
- Historis acheronta cadmus (Cramer, 1775); présent à la Jamaïque

Synonmie pour cette sous-espèce
Papilio cadmus (Cramer, 1775)
Coea cadmus (Godman & Salvin, 1884) 
- Historis acheronta semele (Bates, 1939); présent à Cuba.

Synonmie pour cette sous-espèce
Coea acheronta semele (Bates, 1939)

## Description
L'imago est un grand papillon d'une envergure de 75 mm à 80 mm, qui présente un dessus aux ailes antérieures de couleur orange cuivré avec un apex marron foncé orné de cinq à sept taches blanches et des ailes postérieures marron,.
Le revers est plus terne marqué de zébrures marron gris et marron roux.

## Biologie
Il vole toute l'année dans le sud de son aire de répartition.
L'imago est très attiré par les déchets organiques.

### Plantes hôtes
La chenille d’Historis acheronta se nourrit de plantes du genre Cecropia.

## Écologie et distribution
Historis acheronta est présent dans le sud du Texas, au Mexique, en Amérique centrale, à la Jamaïque et à Cuba et en Amérique du Sud dans le bassin amazonien, au Surinam et au Brésil,.

### Biotope
Il réside en forêt tropicale.